# Wolfgang Koszics
Wolfgang Konstantin Koszics (* 25. August 1941 in Krefeld; † am 10. Februar 2014 bei Sagres tot aufgefunden) wurde als Mittäter bei der Entführung Jan Philipp Reemtsmas im Jahr 1996 bekannt, die als „einer der spektakulärsten Fälle der Kriminalgeschichte“ bezeichnet wurde.

## Kriminelle Karriere und Tod
Koszics trug in Verbrecherkreisen die Spitznamen „Faruk der Dicke“ (angelehnt an den ägyptischen König Faruq) und „Pfeifenkopf“. Er verdiente viel Geld als Autoverkäufer, ehe die Einnahmen geringer wurden. Koszics war der Polizei wegen Raubverbrechen, Körperverletzung und Betrug bekannt, er saß mehrere Jahre im Gefängnis, unter anderem gemeinsam mit Thomas Drach, dem Kopf der Bande, die Reemtsma entführte.
Ende Mai 1996 wurde ein internationaler Haftbefehl gegen Koszics und Peter Richter ausgestellt, sie standen zu dieser Zeit in Verdacht, an der Reemtsma-Entführung beteiligt gewesen zu sein. Am Pfingstmontag 1996 wurde Koszics im südspanischen Murcia in einem Hotel festgenommen. Kurz zuvor war er von der spanischen Polizei in einem Mietwagen mit deutschem Kennzeichen angehalten, dann aber wieder fahren gelassen worden. Als die Polizei an die Tür seines Hotelzimmers klopfte, verweigerte Koszics die Öffnung und unternahm den Versuch, sich selbst zu töten, indem er sich die Pulsadern aufschnitt. Er wurde anschließend in einem Krankenhaus behandelt, Lebensgefahr bestand nicht. Bei seiner Festnahme hatte er deutsche und ungarische Ausweispapiere sowie umgerechnet fast 235 000 D-Mark bei sich. Rund 9000 US-Dollar waren des Weiteren in das Futter seiner Jacke eingenäht. Zu diesem Zeitpunkt wurde Koszics laut Ermittler als der Kopf der Entführerbande angesehen.
Am Tag nach der Festnahme beantragte die Staatsanwaltschaft in Hamburg bei den spanischen Behörden Koszics' Auslieferung und erließ Haftbefehl. Im Gerichtsverfahren sagte Koszics aus, im Juni 1995 das Haus gemietet zu haben, in dem später Reemtsma gefangengehalten wurde. Er besorgte das Fahrzeug, das für die Entführung genutzt wurde, und war später an der Versorgung und Bewachung der Geisel sowie an versuchten Geldübergaben sowie dem Waschen von Lösegeld beteiligt. Er wurde im Februar 1997 wegen erpresserischen Menschenraubs zu einer Gefängnisstrafe von zehneinhalb Jahren verurteilt. Im Urteil wurde Koszics als Mittäter eingestuft, er habe Tatherrschaft und ein eigenes Tatinteresse gehabt. Ihm wurde in der Urteilsbegründung zugeschrieben, über ein „Streben nach einem hohen Lebensstandard“ zu verfügen, das ihm zum Verhängnis geworden sei.
Er musste ebenfalls eine noch fällige Bewährungsstrafe verbüßen, 2011 wurde er aus der Haft entlassen. Am 10. Februar 2014 wurde Koszics' Leiche im Meer nahe der Steilküste von Sagres in Südportugal gefunden. Er war von den Klippen herabgestürzt. Anhaltspunkte für ein Fremdverschulden lagen laut Hamburger Staatsanwaltschaft nicht vor. Die portugiesische Gerichtsmedizin stellte bei der Untersuchung der Leiche einen hohen Alkoholwert im Blut fest. Laut Polizei fühlte sich Koszics verfolgt. Mit dem Todesfall befasste sich auch die Fernsehsendung Aktenzeichen XY … ungelöst. Die Hamburger Staatsanwaltschaft stellte ihre Ermittlungen im November 2015 ein und gab bekannt, dass der Sachverhalt „nicht bis ins Letzte aufgeklärt werden“ konnte.